# Döner
El döner es un plato típico de Oriente Próximo que consiste en finas láminas de carne de cordero, ternera, pollo o mixta cocinada en un asador vertical, generalmente consumido con un pan plano como pide o pita junto con verduras y otros acompañamientos. Sus versiones en dürüm u otras formas de comida rápida se han hecho populares en Europa gracias a la influencia de emigrantes norteafricanos y turcos.

## Características
El término «Döner kebab» significa «carne a la parrilla que da vueltas». Tanto shawarma como gyros son adaptados del idioma turco y se refieren a «girar». Shawarma es una forma deformada de la palabra turca «çevirme» que significa girar una carne sobre las brasas, eso sí, horizontalmente, a diferencia del döner que gira verticalmente.

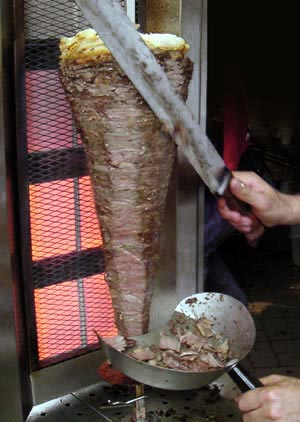
Carne de ternera de un Döner en Turquía.

El döner o erróneamente döner kebab se prepara generalmente de carne bovina o muchas veces de una mezcla de ésta con carne de oveja y se suele servir junto con un pan especial, redondo y aplastado, característico de la cocina balcánica y del Cercano Oriente llamado "pita" (en turco "pide") y muchas veces acompañado de ensalada y arroz. Los locales en los que se sirve una versión del döner para llevar son comunes en muchos países de Europa, entre ellos Alemania, Austria, Dinamarca, España, Francia, Países Bajos, Reino Unido y Suiza.
También existe el İskender Kebap, una versión de döner servido con yogur, salsa de tomate y mantequilla fundida.
La versión árabe, Shawarma casi siempre se hace con carne de cordero, mientras en la preparación de Gyros, la versión griega, se prefiere usar, generalmente, Carne de cerdo. Los acompañamientos y la presentación de cada una de las tres versiones se difieren tanto entre ellas mismas como también según países y regiones.

## Historia y variantes

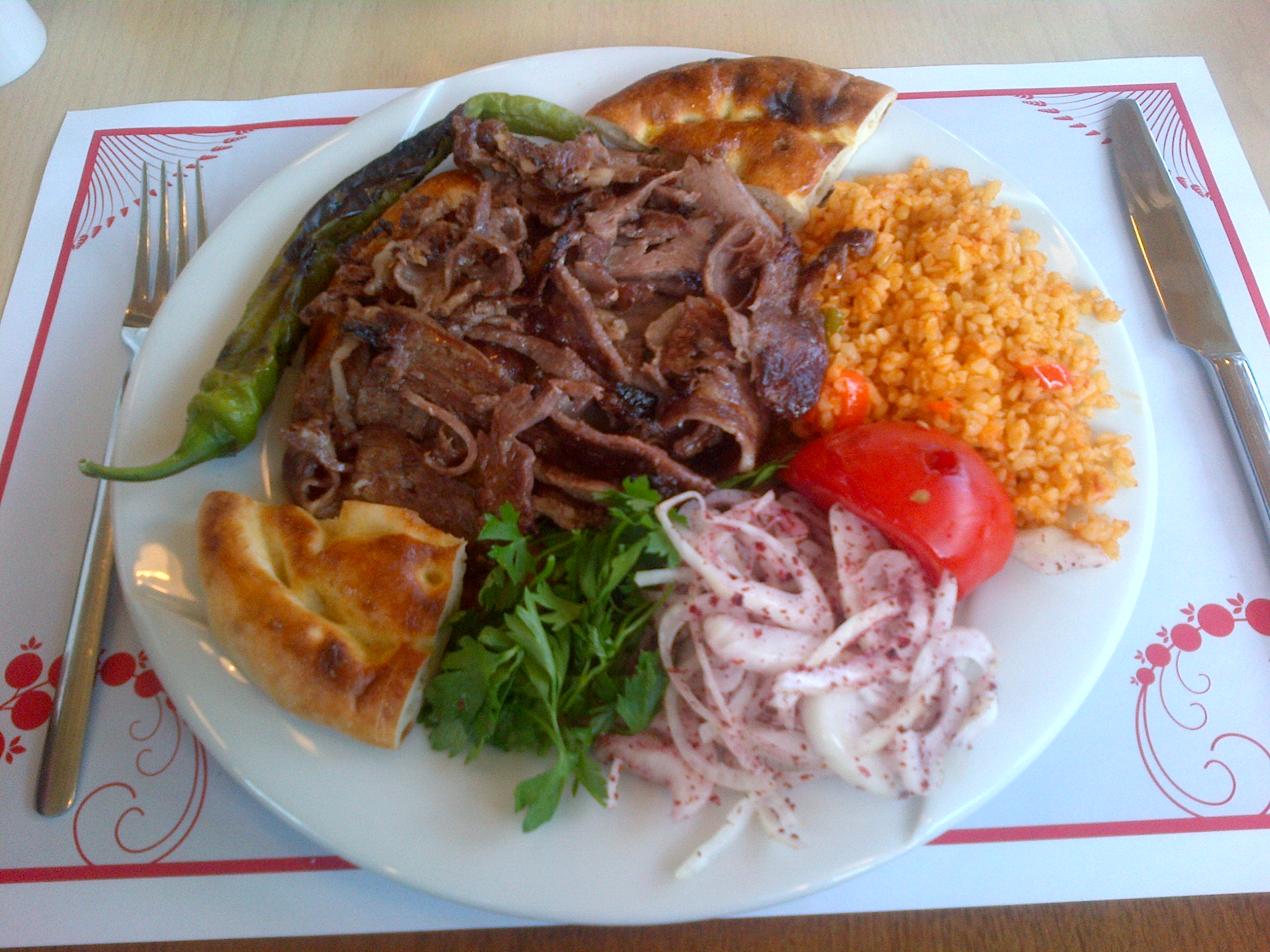
Döner, en compañía de bulgur pilavı, verduras, cebolla cruda pluma y pide, servido en un restaurante de Ankara, Turquía.

A varias personas se les ha atribuido ser el "inventor del döner kebab" en Alemania. Una de las más extendidas es la invención por parte de un restaurador turco emigrado a Berlín llamado Kadir Nurman, que fue el más lo popularizó. Pero tales afirmaciones, incluida la de Nurman, no están del todo claras. La familiar carne de kebab döner giratorio, asada en un asador vertical y cortada en rodajas con una espada, ha sido bien conocida en Turquía desde mediados del siglo XIX. Su invención se atribuye a la ciudad de Bursa, y muchas veces se le acreditado su invención a İskender Efendi; aunque otros se la atribuyen a un cocinera llamado Hamdi, décadas antes en Kastamonu.
En todo caso, Nurman como uno de los primeros y el resto de restauradores turcos dieron a conocer el döner a principios de 1970 en el distrito de Kreuzberg, en Berlín. Se producen diariamente de 200 a 300 toneladas de döner y el volumen de negocio alcanzó los 1.500 millones de euros en 1998.[cita requerida] La variante del döner en pan de pita en el área germanoparlante se diferencia de la turca por la adición de verduras (ensalada, tomate, aros de cebolla y a menudo col morada) y por las salsas empleadas, que no son populares en Turquía, mayonesa o yogur.[cita requerida] La palabra döner ha entrado al idioma alemán. En Alemania a veces el döner se come enrollado dentro de un lahmacun; un hecho que ha sido cualificado por el gastrónomo turco Baha Güngör como una "violación" de este plato turco.
En Róterdam es muy popular el kapsalon, que se trata de un shawarma elaborado con queso fundido en su superficie. Es muy típico de esa ciudad y constituye uno de los platos de comida rápida más populares. 
En Argentina, Chile, Colombia, Ecuador, Paraguay, Venezuela y otros países de Sudamérica es muy popular debido a la influencia de la cultura española, donde el plato es conocido con su nombre árabe, shawarma.